# عبيد الجسمي
عبيد الجسمي سباح إماراتي ولد في 9 أغسطس 1981 في أبوظبي، الإمارات العربية المتحدة هو سباح أولمبي مرتين من من دولة الإمارات العربية المتحدة سبح لدولة الإمارات العربية المتحدة في دورة الألعاب الاولمبية عامي 2004 و2008.

## روابط خارجية
- عبيد الجسمي على موقع أوليمبيديا (الإنجليزية)